# Ljudi Inwalidy
Ljudi Inwalidy (russ. Люди Инвалиды „behinderte Leute“) ist das vierte Studioalbum des ehemaligen russischen Gesang-Duos t.A.T.u., beziehungsweise deren zweites russischsprachiges Album. Es erschien am 21. Oktober 2005 in Russland und wurde später auch in einigen osteuropäischen Staaten sowie in Deutschland und Mexiko veröffentlicht.

## Produktion
Ursprünglich war die Veröffentlichung eines zweiten russischsprachigen Albums unter dem Arbeitstitel Podnebesnaja für 2004 geplant, und im Januar des Jahres 2004 begannen in Moskau die Arbeiten an diesem. Der russische Filmemacher Witali Manski begleitete und filmte das Duo und dessen Umfeld während des früheren Produktionsprozesses. Diese TV-Dokumentation wurde unter dem Titel „t.A.T.u. w Podnebesnoi“ auf dem russischen Sender STS ausgestrahlt. Unter der Leitung von t.A.T.u.s damaligem Manager und Produzenten Iwan Schapowalow wurden die Lieder Ja Budu (Nicht auf dem Album enthalten), Ljudi inwalidy, Ty soglasna, Nitschja und Tschto ne chwatajet eingesungen und aufgenommen. Anfang 2004 trennten sich t.A.T.u. jedoch von Schapowalow, und verlängerten ihren Vertrag mit ihm nicht. Gründe hierfür waren Differenzen bei der Auswahl der Lieder und der Promotion des bald erscheinende Albums, sowie der Vorwurf, Schapowalow würde den beiden Sängerinnen ihr Gehalt nicht auszahlen. Darüber hinaus nutzte er die zeitgleich stattfindenden Dreharbeiten zu „t.A.T.u. w Podnebesnoi“ um seine anderen Projekte zu bewerben und zu vermarkten.
Durch die Trennung der Gruppe von ihrem Manager sowie durch die Schwangerschaft Julija Wolkowas verzögerten sich die Arbeiten an dem Album erheblich, wodurch dieses den Charakter eines Comeback-Albums erhielt. Alle bereits mit Schapowalow aufgenommenen Songs wurden erheblich in ihrem Klang, teilweise auch im Text verändert, sodass Schapowalow im Album-Booklet lediglich für das Lied Ljudi inwalidy als Songschreiber Erwähnung findet.
Im Gegensatz zu den vorangegangenen Alben 200 Po Wstretschnoi und 200 km/h in the Wrong Lane gleichen sich Dangerous and Moving und Ljdui Inwalidy weniger. Während die beiden erstgenannten Alben sieben gemeinsame Songs aufweisen (Das heißt vom Russischen ins Englische übersetzte Lieder; Remixe und Bonus-Tracks nicht mit einberechnet), beinhalten die beiden Nachfolgealben jeweils nur vier gemeinsame Kompositionen.

## Titelliste
| Nr. | Titel                                 | Songschreiber                                                                             | Länge |
| --- | ------------------------------------- | ----------------------------------------------------------------------------------------- | ----- |
| 1   | Люди инвалиды (Ljudi inwalidy; Intro) | Musik und Text: L. Alexandrovski, I. Shapovalov, V. Polienko, M. Kierszenbaum, T.A. Music | 0:49  |
| 2   | Новая модель (Nowaja model)           | Musik: S. Galoyan; Text: V. Polienko                                                      | 4:12  |
| 3   | Обезьянка ноль (Obesjanka nol)        | Musik: B. Adarich, A. Pokutny; Text: B. Polienko                                          | 4:25  |
| 4   | Loves Me Not                          | Musik und Text: E. Buller, A. Kubiszewski                                                 | 3:13  |
| 5   | Космос (Kosmos)                       | Musik: S. Galoyan; Text: V. Polienko                                                      | 3:14  |
| 6   | Ты согласна (Ty soglasna)             | Musik: B. Adarich, A. Pokutny; Text: B. Polienko                                          | 3:10  |
| 7   | Ничья (Nitschja)                      | Musik: Nekkerman; Text: Nekkerman, V. Polienko                                            | 3:04  |
| 8   | Вся моя любовь (Wsja moja ljubow)     | Musik: S. Galoyan; Text: Polienko B., Martin Kierszenbaum                                 | 5:49  |
| 9   | All About Us                          | Musik und Text: J. Alexander, B. Steinberg, J. Origliasso, L. Origliasso                  | 3:01  |
| 10  | Что не хватает (Tschto ne chwatajet)  | Musik und Text: I. Demian                                                                 | 4:27  |
| 11  | Люди инвалиды (Ljudi inwalidy)        | Musik und Text: L. Alexandrovski, I. Shapovalov, V. Polienko, M. Kierszenbaum, T.A. Music | 4:37  |

## Veröffentlichung
Bereits in der Veröffentlichungswoche konnten in Russland über 100.000 Exemplare des Albums verkauft werden. Diese Absatzzahl war vergleichbar mit denen des Vorgängeralbums 200 Po Wstretschnoi, das Käuferinteresse ebbte allerdings schnell ab. In Russland wurde das Album insgesamt über 350.000 mal verkauft und dafür mit einer Platin-Schallplatte ausgezeichnet. Es zählt zwar zu den am schnellsten verkauften Alben des Jahres, nicht aber zu den erfolgreichsten. Der gigantische Erfolg ihres ersten russischsprachigen Albums konnte nicht wiederholt werden, ein musikalisches Comeback und das Anknüpfen an ihre alten Erfolge gelang t.A.T.u. in ihrer Heimat aber dennoch. Deutlich geringer als noch beim Vorgängeralbum fiel der Erfolg in den osteuropäischen Staaten aus, wie etwa in Polen, der Slowakei und Tschechien. In Deutschland und Mexiko verfehlte das Album erwartungsgemäß den Charteinstieg.
In Russland sorgten der Albumtitel und das Album-Booklet darüber hinaus für einiges Aufsehen. Ljudi Inwalidy bedeutet so viel wie „behinderte Leute“, was Einigen Anlass war das Album und die Band scharf zu kritisieren. Der Menschenrechtsbeauftragte der Republik Komi forderte sogar ein Strafrechtsverfahren gegen t.A.T.u., zu dem es aber nicht kam. Katina und Wolkowa erklärten, dass der Name des Albums keine Anspielung auf körperlich eingeschränkte oder behinderte Personen sei, sondern sich auf den moralischen Verfall der Gesellschaft beziehe. Im Album-Booklet ist darüber hinaus ein Text abgedruckt, der ins Deutsche übersetzt wie folgt lautet:

„Ljudi Inwalidy sind geboren wie sie sterben werden. Sie wissen nicht was es bedeutet ein Mensch zu sein, sie sind ein Fake, eine Puppe gemacht aus menschenähnlichen Billets. Sie haben Beine, Hände, andere Teile des Körpers, physisch kannst du sie nicht von einem Menschen unterscheiden, aber Ljudi Inwalidy leben nicht, sie funktionieren. Ihre Funktionen sind vorgegeben von mechanischen Gesetzen und vier anderen Hinweisen: Grausamkeit, Dummheit, Gier und Niedertracht. ЖГЖП. Alles was sie tun ist wirksam, vorhersehbar, unterbelichtet und destruktiv. Alle schlechten, sehr schlechten und schrecklichen Geschehnisse sind die Resultate der Machenschaften der Ljudi Inwalidy. Wir leben unter ihnen und bemerken nur selten diese großen Menschen-Fakes.“

ЖГЖП, transliteriert ZH-G-ZH-P, steht für Жестокость (Grausamkeit), Глупость (Dummheit), Жадность (Gier) und Подлость (Niedertracht), die Anfangsbuchstaben der vier genannten Erkennungsmerkmale.

## Singleauskopplungen
Das Lied Ljudi inwalidy wurde am 1. September aus dem Album ausgekoppelt und als Single veröffentlicht. Sie erreichte Platz 63 der russischen Charts und hielt sich in diesen 19 Wochen lang. Ebenfalls veröffentlicht wurden zwei Remixversionen des Liedes: der GloBass Remix am 10. Oktober und der Pimenov Radio Mix am 1. November. Zweitgenannter wurde von Sergei Pimenow unter dem Namen PPK angefertigt, obwohl die Gruppe bereits seit 2004 aufgelöst war. Beide Remixe wurden im russischen Radio gespielt.

## Kritik
Der russische Musikkolumnist Wadim Ponomarew bezeichnet Ljudi Inwalidy in seinem Artikel zum Jahresabschluss als „das beste Pop-Album des Jahres 2005“ und lobt es als „kraftvoll und perfekt produziert“. Die russische Tageszeitung Kommersant schrieb die Lieder hätten „einen energetischen, modernen Pop-Sound“, der mit „brüllenden Gitarren und rumpelnden Synthesizern durchsetzt“ sei.